# Шикачик тонкодзьобий

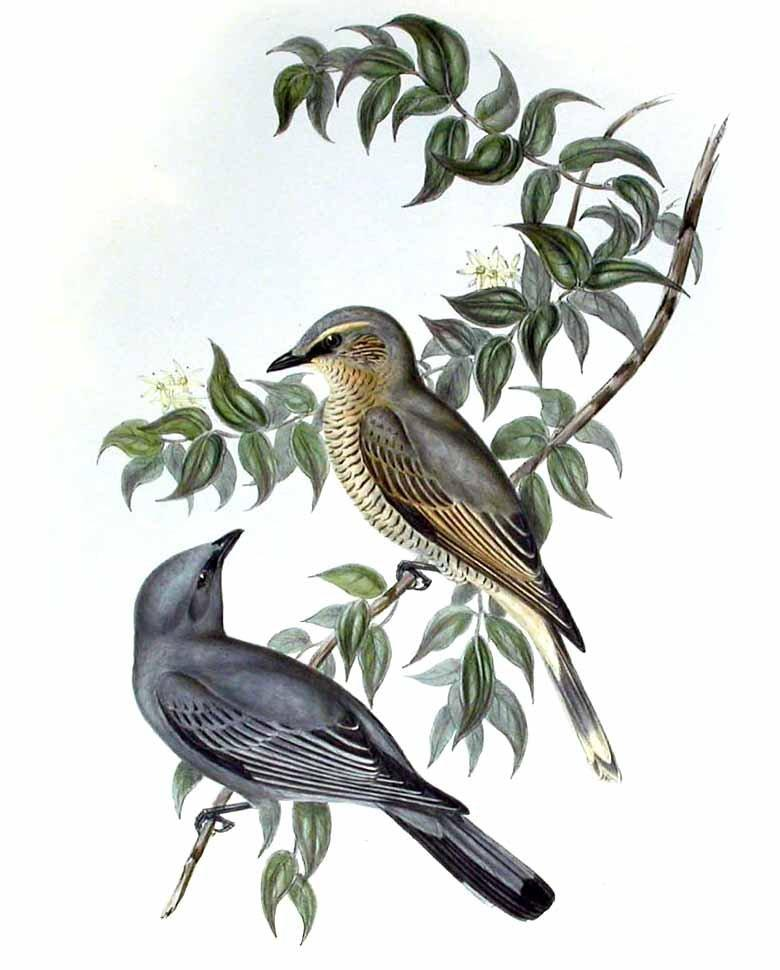
Тонкодзьобі шикачики

Шика́чик тонкодзьобий (Edolisoma tenuirostre) — вид горобцеподібних птахів родини личинкоїдових (Campephagidae). Мешкає в Австралії, Індонезії, Папуа Новій Гвінеї та Східному Тиморі. Виділяють низку підвидів.

## Опис
Довжина птаха становить 22-25 см. Дорослі самці мають переважно темно-сіре забарвлення, на обличчі чорні смуги, края махових пер світлі. Самиці мають сіро-коричневе забарвлення, нижня частина тіла світліша, поцятковна темними смугами.

## Підвиди
Виділяють двадцять два підвиди:
- E. t. edithae Stresemann, 1932 — південь Сулавесі;
- E. t. pererratum Hartert, E, 1918 — острови Тукангбесі;
- E. t. kalaotuae Meise, 1929 — острів Калаотоа[fr];
- E. t. emancipatum Hartert, E, 1896 — острів Танахьямпеа[en];
- E. t. timoriense Sharpe, 1878 — центральні Малі Зондські острови;
- E. t. pelingi Hartert, E, 1918 —острови Банґґай[en];
- E. t. grayi Salvadori, 1879 — північні Молуккські острови;
- E. t. obiense Salvadori, 1878 — острови Обі[en];
- E. t. amboinense (Hartlaub, 1865) — південні Молуккські острови;
- E. t. matthiae Sibley, 1946 — острів Сторм і острови святого Маттія[en];
- E. t. heinrothi Stresemann, 1922 — острів Нова Британія;
- E. t. rooki Rothschild & Hartert, E, 1914 — острів Умбой[en];
- E. t. nehrkorni Salvadori, 1890 — острів Вайгео;
- E. t. numforanum (Peters, JL & Mayr, 1960) — острів Нумфор[en];
- E. t. meyerii Salvadori, 1878 — острів Біак[en];
- E. t. aruense Sharpe, 1878 — острови Ару, південний захід і південь Нової Гвінеї;
- E. t. muellerii Salvadori, 1876 — острови Кофіау[en] і Місоол (Західне Папуа), Нова Гвінея (за винятком півдня), острови Д'Антркасто;
- E. t. tagulanum Hartert, E, 1898 — острови Ванатінай[en] і Місіма[en] (архіпелаг Луїзіада);
- E. t. rostratum Hartert, E, 1898 — острів Россель[en] (архіпелаг Луїзіада);
- E. t. nisorium Mayr, 1950 — острови Рассела (Соломонові острови);
- E. t. melvillense (Mathews, 1912) — північна Австралія;
- E. t. tenuirostre (Jardine, 1831) — східна Австралія (взимку мігрують на півострів Кейп-Йорк).

## Поширення і екологія
Тонкодзьобі шикачики живуть у відкритих місцевостях, в рідколіссях і на луках. Вони є переважно комахоїдними.